# Équipe cycliste GLS
L'équipe cycliste GLS (connue également sous le nom de PH et de Capinordic) est une ancienne équipe cycliste danoise qui participait aux circuits continentaux de cyclisme et en particulier l'UCI Europe Tour.
En raison de la crise de 2008, son sponsor principal, la société financière Capinordic, a arrêté le financement de l'équipe à la fin de la saison 2009, ce qui a entraîné la disparition de l'équipe. 

## Principales victoires
- Giro del Canavese : Matti Breschel (2004)
- Fyen Rundt : Jacob Moe Rasmussen (2004, 2005)
- Grand Prix San Giuseppe : Martin Pedersen (2005)
- CSC Classic : Jacob Moe Rasmussen (2005)
- Liège-Bastogne-Liège espoirs : Martin Pedersen (2005) et Rasmus Guldhammer (2009)
- Tour du Loir-et-Cher : Jacob Moe Rasmussen (2006) et Christofer Stevenson (2008)
- Grand Prix de la ville de Zottegem : Jonas Aaen Jørgensen (2007)
- Flèche du port d'Anvers : Jonas Aaen Jørgensen (2008) et Jens-Erik Madsen (2009)
- Tour de Slovaquie : Kristoffer Nielsen (2008)
- Omloop van het Houtland : Martin Pedersen (2008)
- Grand Prix de la ville de Nogent-sur-Oise : Martin Pedersen (2009)
- Scandinavian Race Uppsala : Jonas Aaen Jørgensen (2009)
- Grand Prix Cristal Energie : Martin Pedersen (2009)

## Classements UCI
En 2004, l'équipe fait partie de la troisième division du peloton international
| Saison | Classement par équipes | Meilleur coureur au classement individuel |
| ------ | ---------------------- | ----------------------------------------- |
| 2004   | 40e (GSIII)            | Matti Breschel (797e)                     |

De 2005 à 2009, l'équipe participe aux épreuves des circuits continentaux et principalement les courses du calendrier de l'UCI Europe Tour. Le tableau ci-dessous présente les classements de l'équipe sur les circuits, ainsi que son meilleur coureur au classement individuel.
UCI Africa Tour
| Saison | Classement par équipes | Meilleur coureur au classement individuel |
| ------ | ---------------------- | ----------------------------------------- |
| 2008   | 20e                    | Michael Mørkøv (149e)                     |

UCI America Tour
| Saison | Classement par équipes | Meilleur coureur au classement individuel |
| ------ | ---------------------- | ----------------------------------------- |
| 2008   | 33e                    | Nikola Aistrup (204e)                     |
| 2009   | 29e                    | Christofer Stevenson (215e)               |

UCI Asia Tour
| Saison | Classement par équipes | Meilleur coureur au classement individuel |
| ------ | ---------------------- | ----------------------------------------- |
| 2008   | 47e                    | Michael Mørkøv (158e)                     |
| 2009   | 40e                    | Lucas Persson (147e)                      |

UCI Europe Tour
| Saison | Classement par équipes | Meilleur coureur au classement individuel |
| ------ | ---------------------- | ----------------------------------------- |
| 2005   | 25e                    | Anders Lund (64e)                         |
| 2006   | 36e                    | Jacob Moe Rasmussen (36e)                 |
| 2007   | 40e                    | Jonas Aaen Jørgensen (45e)                |
| 2008   | 25e                    | Martin Pedersen (50e)                     |
| 2009   | 14e                    | Martin Pedersen (12e)                     |

## Saison 2009

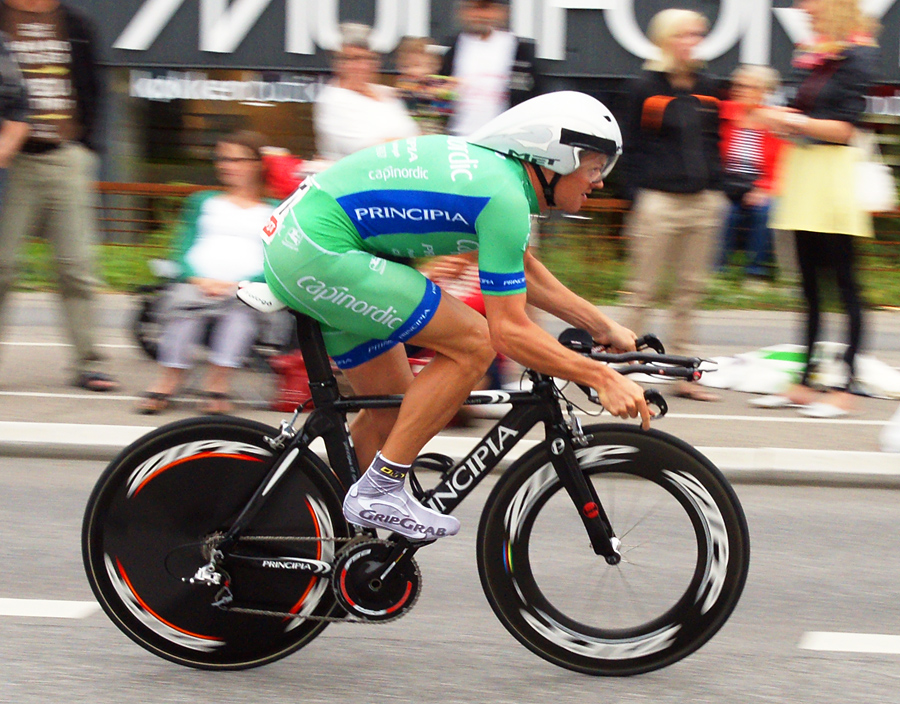
Jens-Erik Madsen lors du Tour du Danemark/Post Danmark Rundt 2009, étape 5 (épreuve chronométrée de 15,5 km)

### Effectif
| Coureur              | Date de naissance | Nationalité | Équipe 2008                | Équipe 2010                     |
| -------------------- | ----------------- | ----------- | -------------------------- | ------------------------------- |
| Nikola Aistrup       | 22.08.1987        | Danemark    |                            | Concordia Forsikring-Himmerland |
| Fredrik Ericsson     | 18.09.1978        | Suède       | Cykelcity.se               |                                 |
| Rasmus Guldhammer    | 09.03.1989        | Danemark    | Designa Køkken             | Columbia-HTC                    |
| Thomas Guldhammer    | 31.07.1987        | Danemark    | Designa Køkken             | Energi Fyn                      |
| Morten Høberg        | 08.03.1988        | Danemark    | Løgstør-Cycling for Health | Concordia Forsikring-Himmerland |
| Casper Jørgensen     | 20.08.1985        | Danemark    |                            | Designa Køkken-Blue Water       |
| Jonas Aaen Jørgensen | 20.04.1986        | Danemark    |                            | Saxo Bank                       |
| Daniel Kreutzfeldt   | 19.11.1987        | Danemark    | Energi Fyn                 | Designa Køkken-Blue Water       |
| Andreas Linden       | 14.09.1989        | Suède       | Néo-pro                    |                                 |
| Jens-Erik Madsen     | 30.03.1981        | Danemark    | Designa Køkken             | Designa Køkken-Blue Water       |
| Kristoffer Nielsen   | 20.05.1985        | Danemark    |                            |                                 |
| Niki Østergaard      | 21.01.1988        | Danemark    |                            | Glud & Marstrand-LRØ Rådgivning |
| Martin Pedersen      | 15.04.1983        | Danemark    |                            | Footon-Servetto                 |
| Lucas Persson        | 16.03.1984        | Suède       | Cycle Collstrop            |                                 |
| Thomas Riber         | 29.03.1987        | Danemark    |                            | Concordia Forsikring-Himmerland |
| Kristian Sobota      | 01.06.1988        | Danemark    | Løgstør-Cycling for Health | Concordia Forsikring-Himmerland |
| Christofer Stevenson | 25.04.1982        | Suède       |                            | Sparebanken Vest-Ridley         |
| Troels Vinther       | 24.02.1987        | Danemark    | Cycle Collstrop            | Glud & Marstrand-LRØ Rådgivning |

### Victoires
| Date       | Course                               | Pays      | Classe | Vainqueur            |
| ---------- | ------------------------------------ | --------- | ------ | -------------------- |
| 01/03/2009 | 3e étape des Trois jours de Vaucluse | France    | 2.2    | Martin Pedersen      |
| 05/04/2009 | Grand Prix de Nogent-sur-Oise        | France    | 1.2    | Martin Pedersen      |
| 14/04/2009 | Prologue du Tour du Loir-et-Cher     | France    | 2.2    | Casper Jørgensen     |
| 14/04/2009 | 1re étape du Tour du Loir-et-Cher    | France    | 2.2    | Jonas Aaen Jørgensen |
| 09/04/2009 | Scandinavian Race Uppsala            | Suède     | 1.2    | Jonas Aaen Jørgensen |
| 22/05/2009 | 3e étape de l'Olympia's Tour         | Pays-Bas  | 2.2    | Christofer Stevenson |
| 03/06/2009 | 1re étape du Ringerike GP            | Norvège   | 2.2    | Jonas Aaen Jørgensen |
| 17/07/2009 | Grand Prix Cristal Energie           | France    | 1.2    | Martin Pedersen      |
| 16/08/2009 | Flèche du port d'Anvers              | Belgique  | 1.2    | Jens-Erik Madsen     |
| 05/09/2009 | 4e étape du Tour de Slovaquie        | Slovaquie | 2.2    | Jonas Aaen Jørgensen |
| 06/09/2009 | 5e étape du Tour de Slovaquie        | Slovaquie | 2.2    | Jonas Aaen Jørgensen |

## Saison 2008

### Effectif
| Cycliste                | Date de naissance | Nationalité | Équipe 2007                              |
| ----------------------- | ----------------- | ----------- | ---------------------------------------- |
| Jonas Aaen Jørgensen    | 20.04.1986        | Danemark    |                                          |
| Nikola Aistrup          | 22.08.1987        | Danemark    |                                          |
| Peter Riis Andersen     | 25.07.1980        | Danemark    |                                          |
| Glenn Bak               | 07.06.1981        | Danemark    | Murphy&Gunn-Newlyn-M Donnelly-Sean Kelly |
| Roy Hegreberg           | 25.03.1981        | Norvège     | Sparebanken Vest                         |
| Casper Jørgensen        | 20.08.1985        | Danemark    | Energi Fyn                               |
| Thomas Kristiansen      | 08.11.1987        | Danemark    |                                          |
| Michael Mørkøv          | 30.04.1985        | Danemark    |                                          |
| Kristoffer Nielsen      | 20.05.1985        | Danemark    |                                          |
| Niki Østergaard         | 21.01.1988        | Danemark    |                                          |
| Martin Pedersen         | 15.04.1983        | Danemark    | CSC                                      |
| Jacob Moe Rasmussen     | 19.01.1975        | Danemark    |                                          |
| Morten Reckweg          | 03.10.1988        | Danemark    |                                          |
| Thomas Riber-Sellebjerg | 29.03.1987        | Danemark    |                                          |
| Mikkel Schiøler         | 28.12.1989        | Danemark    | Néo-pro                                  |
| Christofer Stevenson    | 25.04.1982        | Suède       | Amore & Vita-McDonald’s                  |
| Brian Vandborg          | 04.12.1981        | Danemark    | Discovery Channel                        |

### Victoires
| Date       | Course                                     | Pays      | Classe | Vainqueur            |
| ---------- | ------------------------------------------ | --------- | ------ | -------------------- |
| 12/04/2008 | 2e étape du Circuit des Ardennes           | France    | 2.2    | Martin Pedersen      |
| 18/04/2008 | 3e étape du Tour du Loir-et-Cher           | France    | 2.2    | Brian Vandborg       |
| 20/04/2008 | Classement général du Tour du Loir-et-Cher | France    | 2.2    | Christofer Stevenson |
| 17/05/2005 | Prologue de l'Olympia's Tour               | Pays-Bas  | 2.2    | Casper Jørgensen     |
| 26/07/2008 | 1re étape du Kreiz Breizh                  | France    | 2.2    | Martin Pedersen      |
| 17/08/2008 | Vlaamse Havenpijl                          | Belgique  | 2.2    | Jonas Aaen Jørgensen |
| 06/09/2008 | 4eb étape du Tour de Slovaquie             | Slovaquie | 2.2    | Martin Pedersen      |
| 07/09/2008 | Classement général du Tour de Slovaquie    | Slovaquie | 2.2    | Kristoffer Nielsen   |
| 24/09/2008 | Circuit du Houtland                        | Belgique  | 2.2    | Martin Pedersen      |